# Memorial Rik Van Steenbergen 2000
Il Memorial Rik Van Steenbergen 2000, decima edizione della corsa, si svolse il 27 luglio 2000 su un percorso di 204 km, con partenza e arrivo ad Aartselaar. Fu vinto dal danese Lars Michaelsen della FDJ davanti all'olandese Matthé Pronk e al sudafricano Robert Hunter.

## Ordine d'arrivo (Top 10)
| Pos. | Corridore        | Squadra                 | Tempo    |
| ---- | ---------------- | ----------------------- | -------- |
| 1    | Lars Michaelsen  | FDJ                     | 4h24'40" |
| 2    | Matthé Pronk     | Rabobank                | s.t.     |
| 3    | Robert Hunter    | Lampre-Daikin           | s.t.     |
| 4    | Wim Omloop       | Bankgiroloterij-Batavus | s.t.     |
| 5    | Andreas Klier    | Farm Frites             | s.t.     |
| 6    | Jan Schaffrath   | Team Deutsche Telekom   | s.t.     |
| 7    | Bram de Groot    | Rabobank                | s.t.     |
| 8    | Dave Bruylandts  | Palmans-Ideal           | s.t.     |
| 9    | Karl Pauwels     | Palmans-Ideal           | a 1'07"  |
| 10   | Kurt Van Lancker | Lotto-Adecco            | a 1'17"  |